# Ісфандіяр-хан
Ісфандійар-хан (1871—1918), роки правління 1910—1918, дванадцятий правитель з узбецької династії кунгратів в Хівінському ханстві.

## Біографія
У 1910 році після смерті свого батька — Мухаммад Рахім-хан II до влади в Хорезмі прийшов Ісфандійар-хан. На відміну від батька він не відрізнявся особливими даруваннями. При його правлінні велику роль у державі грав освічений візир — прем'єр-міністр Іслам-ходжа. На його кошти у Хіві були побудовані бавовноочисний завод, лікарня, аптека, пошта, телеграф, світська школа. У 1908—1910 рр.. Іслам-Ходжа побудував на південному сході Ічан-Кали ансамбль, що складається з самого маленького медресе і найвищого мінарету Хіви. Іслам-ходжа пізніше був убитий не без відома Ісфандіяр-хана.
Імператор Микола II нагородив Ісфандіяр-хана орденами Св. Станіслава і Св. Анни. Ісфандияр-хану в 1910 році було присвоєно звання генерал-майора Російської імперії. У 1911 році зарахований до свити російського імператора. У 1913 отримав від імператора Миколи II титул «Високість».
Лютнева революція в Росії справила вплив і на Хівинське ханство. 5 квітня 1917 младохівінці висунули Ісфандіяр-хану вимоги про проведення реформ. Хан змушений був оприлюднити маніфест, в якому обіцяв створити представницький орган — мажліс, до складу якого входили і младохівінци. Влада хана обмежувалася. Головою мажлісу був обраний младохівінець Бобоахун Салімов. Проте надалі ситуація загострилася і гору взяли реакційні сили. У результаті уряд младохівінцев було повалено, а реформи, оголошені в маніфесті скасовані. У цей час в Хіву повернувся ватажок туркменського племені Джунаід-хан, який був призначений командувачем збройними силами ханства, а незабаром зосередив всю владу в своїх руках.

## Політика в області культури
В епоху правління Исфандіяр-хана у Хіві були побудовані нові медресе і мечеті. У 1912 році була побудована приймальня Исфандіяр-хана. Це був окремий корпус в комплексі палацу Нурулла-бая, в якому були розміщені кілька парадних залів різної форми, і серед них — тронний зал, оздоблений в дусі російського модерну. Хан Исфандіяр замовив багато елементів оформлення цього палацу на Петербурзькому імператорському порцеляною заводі. Фотограф і перший узбецький кінорежисер Худайберген Диванов зняв перший узбецький документальний кіносюжет про виїзд на фаетоні Исфандіяр-хана зі спадкоємцем в 1910 році.

## Смерть
У 1918 році Исфандіяр-хан був убитий людьми Джунаїд-хана в палаці Нурулла-бай і на престол був зведений його малолітній брат Саїд Абдулла-хан (царював 1918—1920). Реальну владу отримав Джунаїд-хан.

## Нагороди
- Орден Святого Станіслава 1-й ст. (1896)
- Діамантовий вензель Його Імператорської Величності Миколи II (1896)
- Орден Святої Анни 1-й ст. з діамантами (1900)
- Орден Білого Орла (1911)